# Telivérek
A Telivérek (eredeti cím: Thoroughbreds) 2017-ben bemutatott amerikai thriller filmvígjáték, amelyet Cory Finley írt és rendezett. A főbb szerepekben Olivia Cooke, Anya Taylor-Joy, Anton Yelchin, Paul Sparks és Francie Swift látható.
Először a Sundance Filmfesztiválon mutatták be 2017. január 21-én. Amerikában 2018. március 9-én a mozikban mutatták be, Magyarországon 2018. augusztus 17-én DVD-n jelent meg.

## Cselekmény
Egy connecticuti külvárosban a középiskolás Amanda késsel megöli rokkant lovát, amiért állatkínzás miatt vádat emelnek ellene.
Néhány évvel később Amanda elzárkózik a világtól, és úgy tűnik, már nem érez semmit. Az anyja, hogy rávegye a szocializálódásra, Lilyhez küldi, egy népszerű lányhoz, aki jól teljesít az iskolában. A két tinédzser gyerekkorukban a legjobb barátnők voltak, de Lily apjának halála után szétváltak. Most azzal az ürüggyel találkoznak, hogy együtt akarnak időt tölteni és korrepetálni, de Amanda tudja, az anyja fizetett Lilynek a barátkozásért Amandával. Lily tagadja ezt, de Amanda elmagyarázza neki, hogy egy mentális rendellenesség miatt képtelen érzelmeket mutatni, ezért az anyja mindent megtesz az ismerkedés ösztönzésére. Lily ezután önként folytatja Amandával való találkozását, és régi barátságuk újból kezd kibontakozni.
Lily az édesanyjával, Cynthiával és gazdag, de kőszívű mostohaapjával, Markkal él, akit gyűlöl. Ez nem marad észrevétlen Amanda számára sem, aki megkérdezi Lilyt, nem gondolt-e már arra, hogy egyszerűen megölje a mostohaapját. Lily eleinte elborzad ettől a felvetéstől, de amikor Mark és közte nő a feszültség, és a férfi a viselkedési problémákkal küzdő lányoknak fenntartott bentlakásos iskolába akarja küldeni a lányt az általa megálmodott elitiskola, Andover helyett, már nem tartja olyan abszurdnak az ötletet. A lány akkor dönt, amikor szemtanúja lesz, hogy Mark bántalmazza az édesanyját. Lily felhívja Amandát, mert úgy véli, ő jobban fel van szerelve egy ilyen bűncselekmény kezelésére, mivel Amanda nem érezne bűntudatot. Amanda azonban attól tart, hogy a közelgő, állatkínzásért indított pere azonnal gyanúsítottá tenné. Így inkább úgy döntenek, megzsarolják Tim drogdílert, aki korábban kiskorúak megerőszakolásáért ült börtönben, hogy ölje meg Markot. A tervezett gyilkosság éjszakáján Tim elmegy Lily anyjának birtokára, de Mark megölése nélkül távozik. A lányok megegyeznek, hogy nem lépnek többé kapcsolatba Timmel, és maguk végzik el a gyilkosságot. Lily egy meglehetősen alattomos tervvel áll elő, és Amandát akarja elkábítani, majd leszúrni Markot, és Amandára hárítani a gyanút. De aztán lelkiismeret furdalása támad, és elmondja Amandának. Amanda erre önként beveszi az altatót, mert rájön, az érzelmek nélküli élet „értelmetlen”. Amíg Amanda eszméletlen lesz, Lily megöli Markot, és bekeni a barátnőjét a vérével, ami egyértelműen nehezére esik neki.
Nem sokkal később, amikor Lily éppen felvételizik a főiskolára, összetalálkozik Timmel, aki most pincérnőként dolgozik egy étteremben. Beszélgetnek a gyilkosságról, és Lily megemlíti, hogy levelet kapott Amandától, akit a bűncselekmény miatt pszichiátriai intézetbe zártak. A levélben leírja Amanda életét a kórházban, többek között egy visszatérő álmot egy olyan jövőről, ahol az emberek hiúságuk miatt hagyják, hogy a világ összeomoljon, aminek következtében telivér lovak lepik el őket. Amanda elmosolyodik egy fényképen, amelyen ő és Lily együtt lovagolnak.

## Szereplők
| Szerep           | Színész         | Magyar hang     |
| ---------------- | --------------- | --------------- |
| Amanda           | Olivia Cooke    | Csuha Bori      |
| Lily Reynolds    | Anya Taylor-Joy | Csifó Dorina    |
| Tim              | Anton Yelchin   | Gacsal Ádám     |
| Mark             | Paul Sparks     | Makranczi Zalán |
| Cynthia Reynolds | Francie Swift   | Pap Kati        |
| Karen            | Kaili Vernoff   | Bertalan Ágnes  |
| Srác a bulin     | Alex Wolff      | Baráth István   |

### Magyar változat
- Bemondó: Bozai József
- Magyar szöveg: Hanák János
- Hangmérnök: Kiss István
- Vágó: Székely Daniella
- Gyártásvezető: Kablay Luca
- Szinkronrendező: Dóczi Orsolya

A szinkront a Mafilm Audio Kft. készítette el.

## A film készítése
A forgatókönyvet, amelyből Cory Finley színdarabot szeretett volna készíteni, a B Story (Nat Faxon, Jim Rash és Kevin J. Walsh) és a June Pictures cégek szerezték meg filmgyártásra.
2016 áprilisában jelentették be, hogy Olivia Cooke, Anya Taylor-Joy és Anton Yelchin csatlakozott a stábhoz. Finley rendezte a filmet.
A forgatás 2016. május 9-én kezdődött, a massachusettsi Cohasset, Tewksbury, Scituate, Westwood és Wellesley városokban, és 2016. június 5-én fejeződött be, 14 nappal Yelchin halála előtt. Finley elmondta a Yelchinnel kapcsolatos tapasztalatait: „Az egész élmény lenyűgöző volt. Amint a fedélzetre lépett, egy nagyszerű vacsorát tartottunk, ahol a film noirról, mint műfajról beszélgettünk. A filmnek ez az aspektusa nagyon fontos volt neki, imádta a film noirt. Úgy éreztem, mintha semmit sem tudnék a filmekről, amikor vele beszélgettem. Ő volt a legkedvesebb srác, soha nem éreztette veled, hogy kevesebbet érzel, mert nem tudtad ezeket a dolgokat. Már az elejétől kezdve elragadó és vicces volt, végig fantasztikus és energikus.”

## Bemutató
A film világpremierje 2017. január 21-én volt a Sundance Filmfesztiválon, Thoroughbred címmel. Nem sokkal később a Focus Features megszerezte a film forgalmazási jogait, és még az év folyamán átnevezte Thoroughbreds-re. Az Amerikai Egyesült Államokban 2018. március 9-én jelent meg.